# Joseph Railhac
Joseph Railhac est un homme politique français né le 20 avril 1875 à Lodève (Hérault, France) et mort le 24 juillet 1941 à Montpellier (Hérault).

## Biographie
Maire de Lodève, conseiller général en 1907, il est rapporteur général du budget du département. 
Député de l'Hérault de 1924 à 1928, inscrit au groupe républicain socialiste, il est aussi propriétaire foncier à Popian (le mas de la Prade est encore désigné par les anciens comme le "Mas de Railhac").
Père d'Andrée Railhac, il est le beau-père de Paul Coste-Floret (maire de Lamalou-les-Bains puis de Lodève, député de l'Hérault, ministre de la IVe république).